# Vidornya
Vidornya (1899-ig Vidrna, szlovákul Vydrná) község Szlovákiában, a Trencséni kerületben, a Puhói járásban.

## Fekvése
Puhótól 12 km-re északnyugatra fekszik, korábban Alsórétfaluhoz tartozott.

## Története
A települést 1475-ben „Wydrna” néven említik először. 1515-ben „Wydorna”, 1598-ban „Wydrna” alakban szerepel. Lednic várának uradalmához tartozott. 1598-ban 13 ház állt a településen. 1720-ban malma és 12 adózója volt. 1784-ben 96 házában 109 családban 661 lakos élt.
A 18. század végén Vályi András így ír róla: „VIDERNA. Tót falu Trentsén Várm. földes Urai több Urak, lakosai katolikusok, fekszik Lukihoz közel, mellynek filiája; határja közép termésű.”
1828-ban 101 házzal és 622 lakossal rendelkezett, akik főként mezőgazdasággal foglalkoztak. A falu híres volt gyümölcstermesztéséről és szeszfőzde is működött itt.
Fényes Elek 1851-ben kiadott geográfiai szótárában így ír a faluról: „Viderna, Trencsén m. tót falu, Puchótól északnyugotra egy mfldnyire. 21 kath., 567 evang., 27 zsidó lak. Sovány határ, derék erdő; és hasznos legelő, s korcsmák. F. u. több közbirtokosok. Ut. p. Terncsén.”
A trianoni békéig Trencsén vármegye Puhói járásához tartozott.

## Népessége
| Év:            | 1994. | 2004.   | 2014.   | 2024.    |
| -------------- | ----- | ------- | ------- | -------- |
| Emberek száma: | 361   | 346     | 333     | 252      |
| Eltérés:       |       | -4,15 % | -3,75 % | -24,32 % |

| Év:            | 2023. | 2024.   |
| -------------- | ----- | ------- |
| Emberek száma: | 260   | 252     |
| Eltérés:       |       | -3,07 % |

1910-ben 545, túlnyomórészt szlovák lakosa volt.
2001-ben 351 lakosából 347 szlovák volt.
2011-ben 350 lakosából 340 szlovák volt.

## Külső hivatkozások
- E-obce.sk Archiválva 2009. október 27-i dátummal a Wayback Machine-ben
- Községinfó
- Vidornya Szlovákia térképén